# Scandalul Rampart

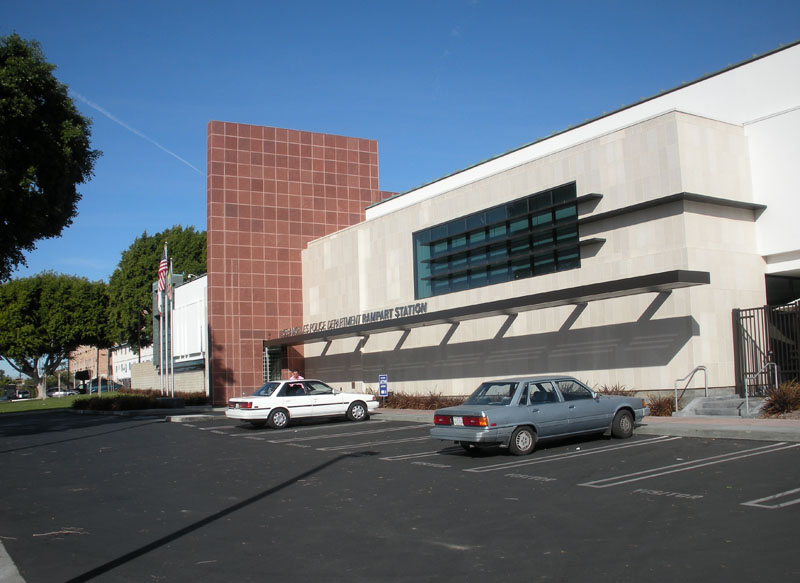
Noua stație de poliție Rampart

Scandalul Rampart a implicat corupția răspândită în poliție în cadrul unității anti-criminalitate organizată a Community Resources Against Street Hoodlums (CRASH) din Divizia Rampart a Departamentului de Poliție din Los Angeles, la sfârșitul anilor 1990. Peste 70 de ofițeri de poliție care au fost repartizați sau asociați cu unitatea CRASH Rampart au fost implicați într-o formă de conduită incorectă, ceea ce a făcut unul dintre cele mai răspândite cazuri de corupție a poliției documentat din istoria SUA, responsabil pentru o lungă listă de infracțiuni, inclusiv împușcări neprovocate, bătăi neprovocate, plantarea de dovezi false, furtul și traficul de stupefiante, jaful bancar, sperjurul și acoperirea probelor acestor activități.
Ancheta Rampart, bazată în principal pe declarații ale ofițerului CRASH corupt care a recunoscut faptele, Rafael Pérez, a implicat inițial peste 70 de ofițeri. Dintre acei ofițeri, s-au găsit suficiente dovezi pentru a aduce 58 în fața unui consiliu administrativ intern. Cu toate acestea, doar 24 s-a constatat că au comis vreo infracțiune, cu douăsprezece suspendări date de diferite durate, șapte forțati să demisioneze sau să se retragă și cinci au încetat activitatea. Ca urmare a scandalului și dovedirea probelor falsificate și sperjurul poliției, 106 condamnări penale anterioare au fost răsturnate. Scandalul a dus la peste 140 de procese civile împotriva orașului Los Angeles, California, costând orașul o sumă estimată de 125 milioane USD în soluționare.
Parțial ca urmare a scandalului, primarul James K. Hahn nu l-a reîncadrat pe șeful de poliție Bernard Parks în 2002. Atât scandalul, cât și concedierea de facto a Parks s-a crezut că au precipitat înfrângerea lui Hahn de către Antonio Villaraigosa în alegerile pentru primărie din 2005. Începând cu 2019, nu se cunoaște întinderea completă a corupției Rampart, iar mai multe investigații de viol, omucidere și tâlhărie care implică ofițeri Rampart rămân nesoluționate.

## Legături externe
- PBS.org Frontline has extensive coverage of the scandal, including audio files of Pérez's testimony
- Full testimony of Rafael Pérez Arhivat în 12 octombrie 2008, la Wayback Machine.